# Lima Azimi
Pour les articles homonymes, voir Azimi.
Lima Azimi (en dari et en pachto : لیما عظیمی), née en 1981 ou 1982, est une athlète afghane.
Azimi s'est fait connaître en représentant son pays aux championnats du monde d'athlétisme 2003 à Paris,. Elle a été la première femme à représenter l'Afghanistan lors d'un événement sportif international, après la chute des talibans,,.
Elle a participé au 100 mètres. Elle n'avait aucune idée de la façon d'utiliser les starting-blocks, n'ayant jamais eu l'occasion de les utiliser auparavant. Azimi a terminé dernière de sa course, avec un temps de 18 s 37 — un record national, puisqu'elle était la première Afghane à courir une telle course.
Pendant ces Championnats, Azimi était étudiante en langue et littérature anglaises à l'université de Kaboul.
Elle décide de ne pas concourir pour une place aux Jeux olympiques d' Athènes en 2004.